# Brunkronad eufonia
Brunkronad eufonia (Euphonia anneae) är en fågel i familjen finkar inom ordningen tättingar. Den förekommer i skogar från Costa Rica till Colombia. Arten minskar i antal, men beståndet anses ändå vara livksraftigt.

## Utseende
Brunkronad eufonia är en liten och kompakt fink med kort stjärt och kraftig men kort näbb. Den är mestadels gul under och mörkt blåsvart ovan. Hos hanen är hjässan helt rostorange och strupen mörk. Honan har mer begränsat med orange på pannan. Buken är gråaktig, inte oliv- eller brunfärgad som hos andra eufonior.

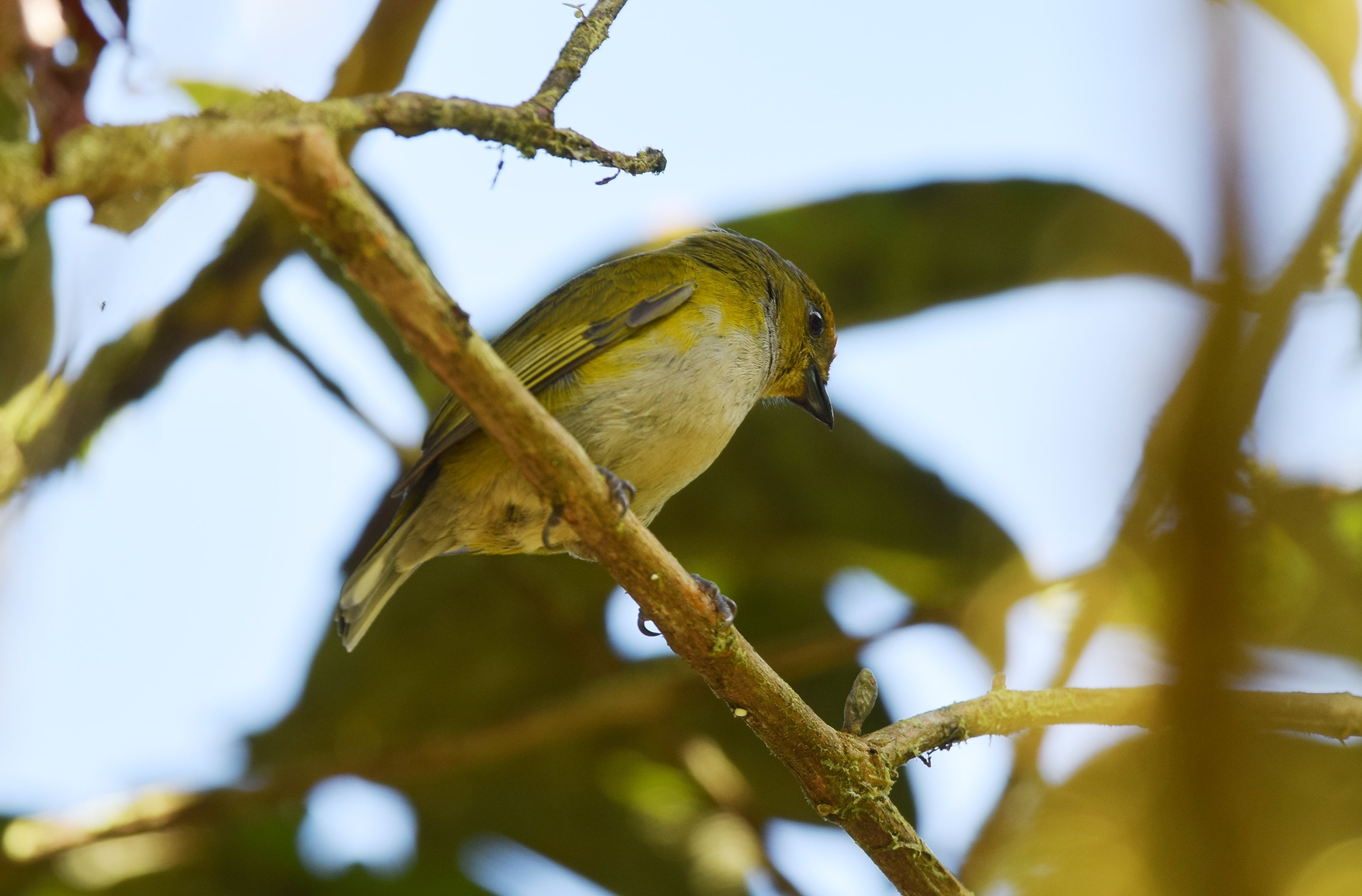
Hona.

## Utbredning och systematik
Brunkronad eufonia förekommer från Costa Rica i Centralamerika söderut in i Sydamerika i nordvästra Colombia. Den delas in i två underarter med följande utbredning:
- Euphonia anneae anneae – förekommer i sluttningar mot Karibien i Costa Rica och västligaste Panama
- Euphonia anneae rufivertex – förekommer från tropiska västra Panama (Veraguas) till nordvästra Colombia (Chocó)

### Familjetillhörighet
Tidigare behandlades släktena Euphonia och Chlorophonia som tangaror, men DNA-studier visar att de tillhör familjen finkar, där de tillsammans är systergrupp till alla övriga finkar bortsett från släktet Fringilla.

## Levnadssätt
Brunkronad eufonia hittas i skogar och skogsbryn. Den ses i par eller smågrupper, ofta i artblandade flockar tillsammans med skogssångare och tangaror.

## Status och hot
Arten har ett stort utbredningsområde, men tros minska i antal, dock inte tillräckligt kraftigt för att den ska betraktas som hotad. Internationella naturvårdsunionen IUCN listar arten som livskraftig (LC). Beståndet uppskattas till i storleksordningen 50 000 till en halv miljon vuxna individer.

## Namn
Fågelns vetenskapliga artnamn hedrar Anne Eliza Elliott, född Henderson, hustru till amerikanske ornitologen Daniel Elliott.